# Benningen
Benningen ist eine Gemeinde im schwäbischen Landkreis Unterallgäu. Der Ort ist vor allem wegen des Benninger Rieds mit dem weltweit einzigen Vorkommen der Riednelke bekannt. Die Gemeinde ist Mitglied der Verwaltungsgemeinschaft Memmingerberg.

## Geografie
Benningen liegt direkt an der Stadtgrenze von Memmingen in der Region Donau-Iller in Oberschwaben. Das Gemeindegebiet besteht aus der Gemarkung Benningen und einem Teil der Gemarkung Hawangen (der andere Teil der Gemarkung bildet die Gemeinde Hawangen).
Es gibt drei Gemeindeteile (in Klammern ist der Siedlungstyp angegeben):
- Benningen (Pfarrdorf)
- Benninger Einöde (Weiler)
- Riedmühle (Einöde)

## Geschichte

### Bis zur Gemeindegründung
Benningen, erstmals 1152 urkundlich genannt, jedoch bereits 961 in einer Chronik erwähnt, gehörte zum Reichsstift Ottobeuren. Im Jahre 1218 wurde die Riedkapelle erbaut, die neben dem sehr geschrumpften Benninger Ried eine der Sehenswürdigkeiten der Gemeinde ist. Seit dem Reichsdeputationshauptschluss von 1803 gehört der Ort zu Bayern. Im Zuge der Verwaltungsreformen im Königreich Bayern entstand mit dem Gemeindeedikt von 1818 die heutige Gemeinde.

### Einwohnerentwicklung
| Bevölkerungsentwicklung | Bevölkerungsentwicklung | Bevölkerungsentwicklung | Bevölkerungsentwicklung | Bevölkerungsentwicklung | Bevölkerungsentwicklung | Bevölkerungsentwicklung | Bevölkerungsentwicklung | Bevölkerungsentwicklung | Bevölkerungsentwicklung | Bevölkerungsentwicklung |
| Jahr                    | 1961                    | 1970                    | 1987                    | 1991                    | 1995                    | 2000                    | 2005                    | 2010                    | 2015                    | 2020                    |
| ----------------------- | ----------------------- | ----------------------- | ----------------------- | ----------------------- | ----------------------- | ----------------------- | ----------------------- | ----------------------- | ----------------------- | ----------------------- |
| Einwohner               | 1528                    | 1935                    | 1761                    | 1824                    | 2004                    | 2090                    | 2094                    | 2032                    | 2058                    | 2065                    |

Zwischen 1988 und 2018 wuchs die Gemeinde von 1809 auf 2021 um 212 Einwohner bzw. um 11,7 %.

## Politik

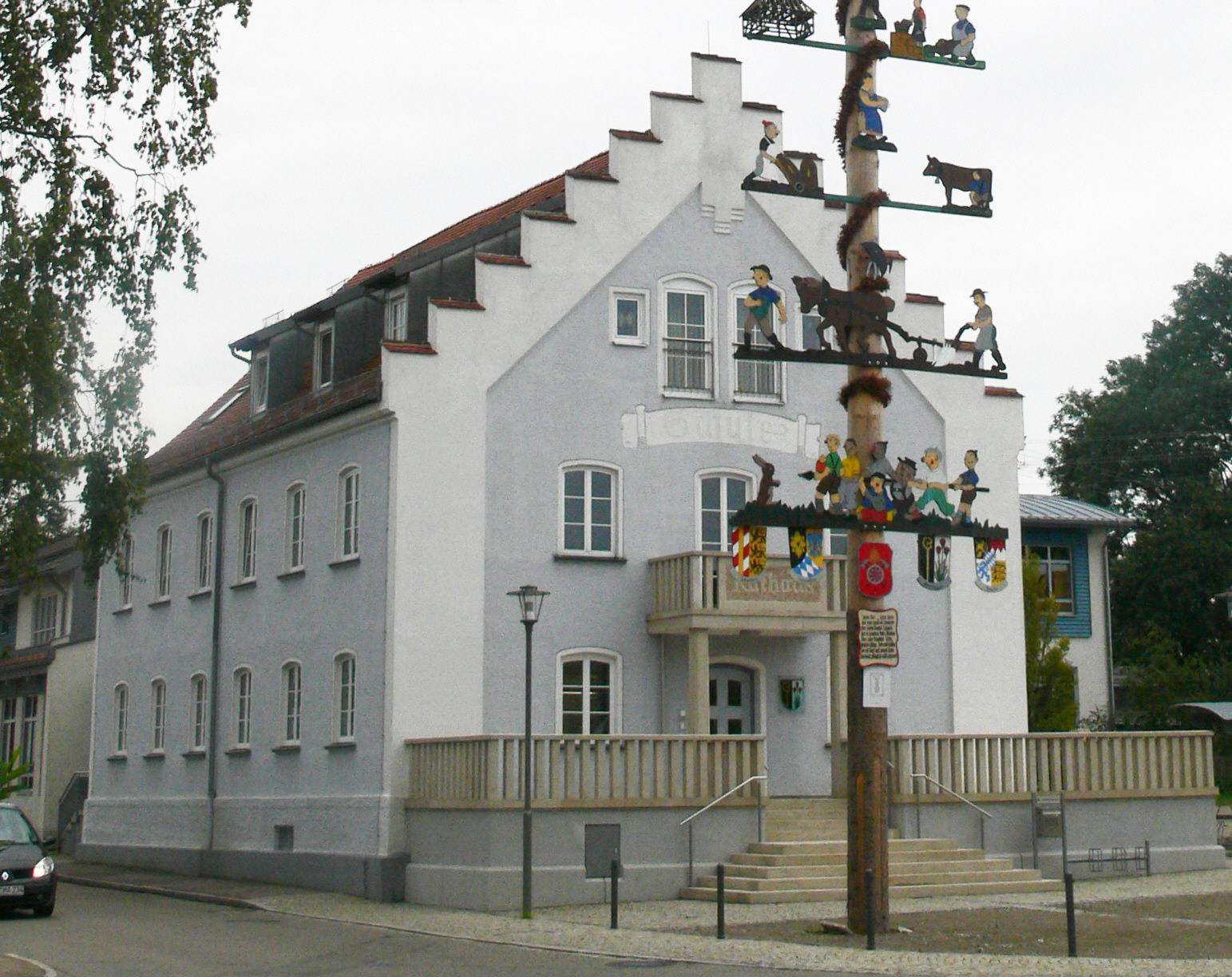
Rathaus in Benningen

### Bürgermeister
Erster Bürgermeister ist seit 2013 Martin Osterrieder (CSU/Freie Wähler); dieser wurde am 15. März 2020 mit 92,2 % der Stimmen wieder gewählt. Sein Vorgänger Meinrad Bernhard (CSU/Überparteiliche Wählergemeinschaft/Freie Wähler) starb am 28. Juli 2013.

### Gemeinderat
Die Sitzzuteilung nach der Gemeinderatswahl am 15. März 2020 ist für die Amtszeit von Mai 2020 bis April 2026 wie folgt:
- CSU/Überparteiliche Wählergemeinschaft: 7 Sitze
- Freie Wähler: 7 Sitze

Bereits in der Amtszeit 2014 bis 2020 hatten beide Wahlvorschläge je 7 Mandate erreicht.

### Wappen
| | Blasonierung: „Gespalten von Schwarz und Silber; vorne ein wachsender goldener Abtstab, hinten drei grüne Riednelken mit roten Blüten aus einem Stock wachsend.“ |
| Wappenbegründung: Der Abtstab versinnbildlicht die Zugehörigkeit des Ortes zum Altbesitz des Reichsstiftes Ottobeuren bis zur Säkularisation. Darauf bezieht sich auch in Anlehnung an das Ottobeurer Konventwappen die Farbgebung Gold - Schwarz in der vorderen Schildhälfte. Die Riednelken weisen auf das Vorkommen dieser sonst seltenen Pflanze im Naturschutzgebiet Benninger Ried hin. Der Entwurf des Wappens stammt von Stiftsarchivar und Kreisheimatpfleger Aegidius Kolb, und die Gestaltung übernahm der Balgheimer Ewald Kühlinger. Das Wappen wurde am 4. Juli 1975 durch Bescheid der Regierung von Schwaben genehmigt. | |

### Flagge
Die Flagge ist Gelb-Schwarz-Weiß (1:1:1) gestreift; sie kann auch mit aufgelegtem Gemeindewappen geführt werden.

## Sehenswürdigkeiten

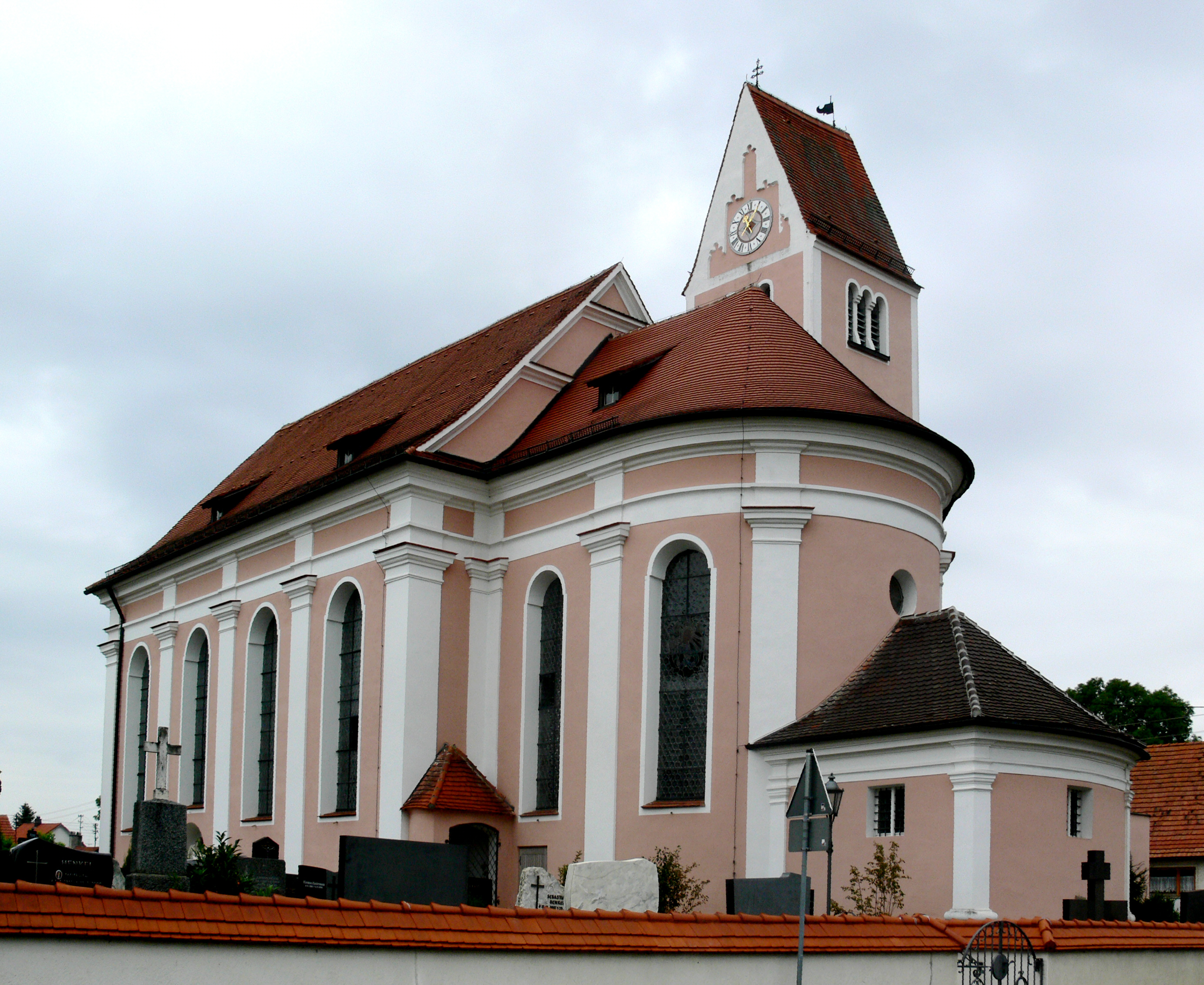
Pfarrkirche in Benningen

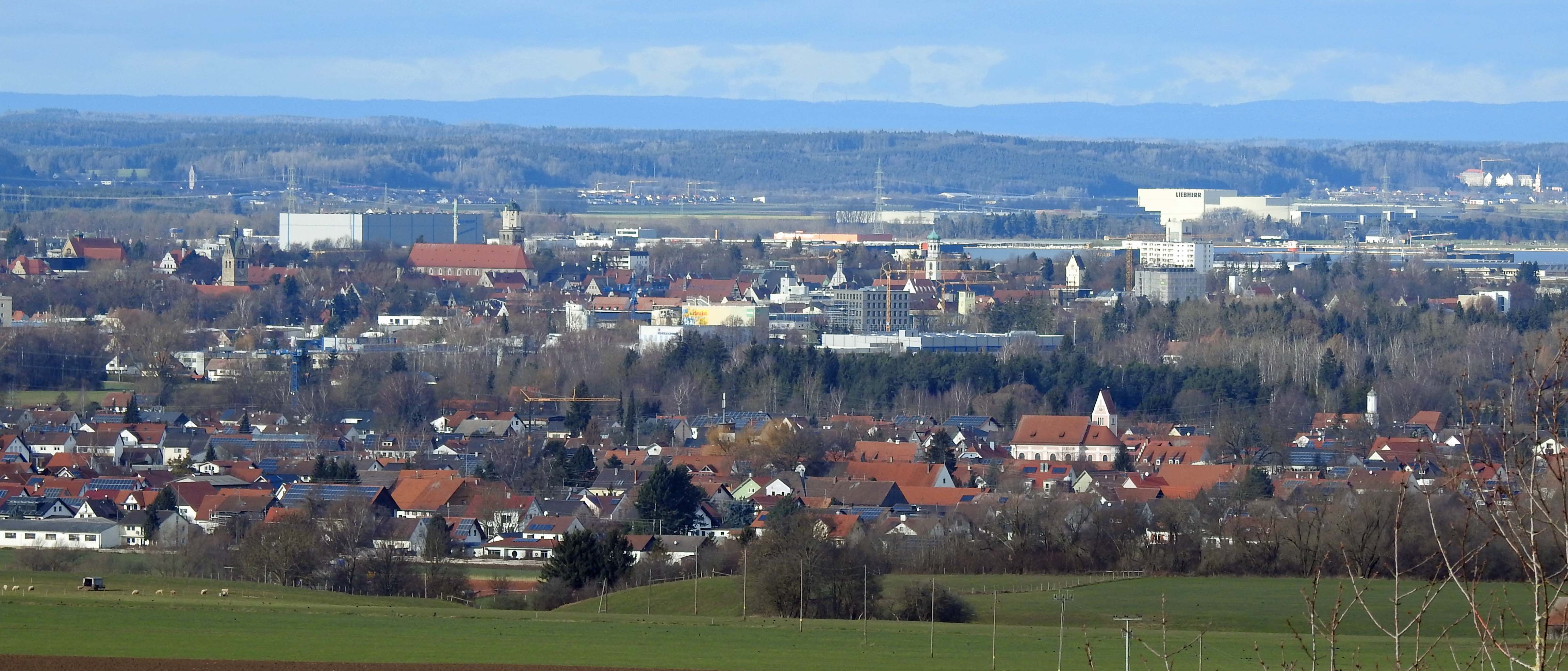
Benningen und Memmingen von Südosten

Zu den Sehenswürdigkeiten des Ortes gehört die Pfarrkirche St. Peter und Paul mit barocker Ausstattung, die 1725 bis 1729 von Simpert Kraemer erbaut wurde.
Die Riedkapelle wurde aufgrund des Benninger Hostienwunders erbaut.
Das Naturschutzgebiet Benninger Ried – der weltweit einzige Platz, an dem die Riednelke wächst - ist die flächenmäßig größte Sehenswürdigkeit des Ortes.

## Wirtschaft und Infrastruktur

### Wirtschaft einschließlich Land- und Forstwirtschaft
Es gab im Jahr 2020 nach der amtlichen Statistik im produzierenden Gewerbe 679 und im Bereich Handel und Verkehr 109 sozialversicherungspflichtig Beschäftigte am Arbeitsort. In sonstigen Wirtschaftsbereichen waren 79 Personen sozialversicherungspflichtig beschäftigt. Sozialversicherungspflichtig Beschäftigte am Wohnort gab es insgesamt 971. Im verarbeitenden Gewerbe und im Bauhauptgewerbe gab es ja zwei Betriebe. Zudem bestanden im Jahr 2016 16 landwirtschaftliche Betriebe mit einer landwirtschaftlich genutzten Fläche von 594 ha. Davon waren 279 ha Ackerfläche und 315 ha Dauergrünfläche.

### Bildung
In der Gemeinde Benningen gibt es einen Kindergarten mit 95 Kindergartenplätzen und eine Grundschule. Weiterführende Schulen gibt es in der Stadt Memmingen und im Markt Ottobeuren.